# Paul Churchland
Paul M. Churchland é um filósofo estadunidense, pesquisador na área da filosofia da mente. 
Autor de vários livros entre eles "Matéria e Consciência", onde apresenta as teorias sobre o problema mente-corpo, identidade, consciência, livre-arbítrio, vontade e desejo, entre outros; colocando os argumentos pró e contra de cada teoria.

## Quarto Luminoso
A Sala Chinesa de Searle tenta responder a uma questão científica, apelando para as nossas intuições ingênuas sobre a mente e emprega para refutar os teóricos da Inteligência Artificial Forte (Strong AI) e do funcionalismo. Paul e Patricia Smith Churchland contestam a sua validade por imaginar um experimento de pensamento semelhante dirigida contra os eleitos de James Maxwell.
O "quarto luminoso" pede que se considere um quarto escuro contendo um homem segurando uma barra magnética ou objeto com carga. Se o homem desloca o ímã para cima e para baixo, então, de acordo com a teoria da luminosidade artificial de Maxwell, ele irá iniciar um ciclo de propagação de ondas eletromagnéticas e, assim, será luminoso. Mas, como todos nós, que brincávamos com ímãs ou pentes carregados de cargas eletroestáticas bem sabemos, as suas forças, mesmo quando colocadas em movimento não produzem luminância nenhuma. Seria inconcebível que você poderia constituir luminância verdadeira apenas por forças se movendo em círculo.
O problema é que o homem do quarto luminoso teria para acenar o ímã para cima e para baixo algo como 450000 bilhões de vezes por segundo, a fim de ver qualquer coisa.